# Woonblok Coöperatiehof
Het Woonblok Coöperatiehof is een woonblok in Amsterdam-Zuid. Het is sinds 7 december 2004 een rijksmonument (527804); het maakt deel uit van een complex dat ook als totaliteit een rijksmonument is (Woonblokken Coöperatief, nummer 527803). Het monument Woonblok omvat:
- Burgemeester Tellegenstraat 1-49
- Henrick de Keijserplein 24-54
- Lutmastraat 134.

## Gebouw
In de periode 1925-1928 werd hier gebouwd aan een vijfhoekig woonblok in de vorm van een vierkant met uitstekende punt naar het zuiden. Naar ontwerp van architect Piet Kramer werd een complex neergezet, waarin hij binnen de stijl Amsterdamse School varieert. Het complex met sociale woningbouw met daarbij winkels kent diverse hoogten. Zo is het deel aan het Henrick de Keijserplein hoger dan de achterliggende bouw met uitzondering van de poortgebouwen naar het Coöperatiehof, dat op zich ook een rijksmonument in binnen het complex. Uit de Amsterdamse School vallen vooral de afgeronde, golvende gevels op, maar ook juist de strakke hoek die toegepast is in de gevelwand aan het plein. Ook de steile trappen, de mengeling van baksteen en natuursteen, dikke houten raamposten met teruggetrokken glas, ramen in een hoek en raamverdelingen geven een indicatie van de bouwstijl.  
Het complex werd opgenomen in het monumentenregister vanwege de betekenis van het complex binnen de beginnende sociale woningbouw, doordat het grotendeels in oorspronkelijke staat bewaard is gebleven. Ook de bijzondere vorm gaf aanleiding tot het verklaren tot rijksmonument. Overigens is de eerder genoemde punt niet dicht; de top van de driehoek wordt gevormd door het Gedenkteken P.L. Tak, dat geen deel uitmaakt van dit rijksmonument. Het vormt samen met de leeszaal aan het Coöperatiehof waar het tegen aan geplaatst is weer een apart rijksmonument binnen de Woonblokken Coöperatiehof.

## Beeld
Daar waar Piet Kramer in de Amsterdamse School ontwerpt zijn beelden niet ver weg. Zo is het eerder genoemde gedenkteken, dat door haar grootte direct opvalt, ook door hem ontworpen. Op de oostelijke hoek van het plein (huisnummering aan de Lutmastraat) is onder een afgerond balkon nog een vrijwel onopvallend beeldhouwwerk met afgeronde zijde te zien. Het draagt tussen allerlei gestapelde woningen de tekst:
Gesticht door de Bouwmaatschappij tot verkrijging van eigen woningen 1926-1928.
De punt van de vijfhoek wijst naar het zuiden, waar aansluitend weer een rijksmonument ligt in de vorm van De Dageraad.

## Afbeeldingen

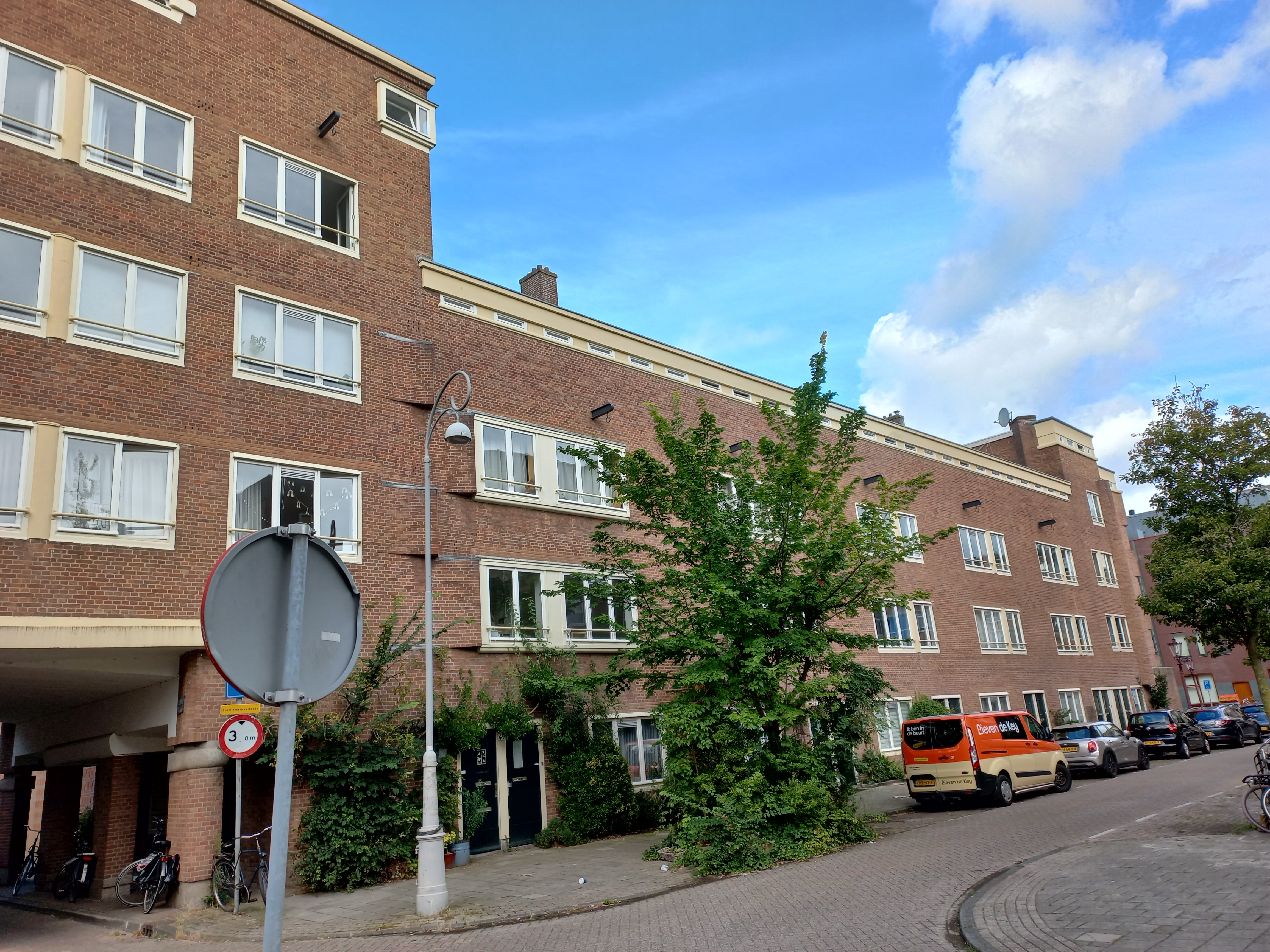
Burg Tellegenstraat 47-55 met poortgebouw (augustus 2024)
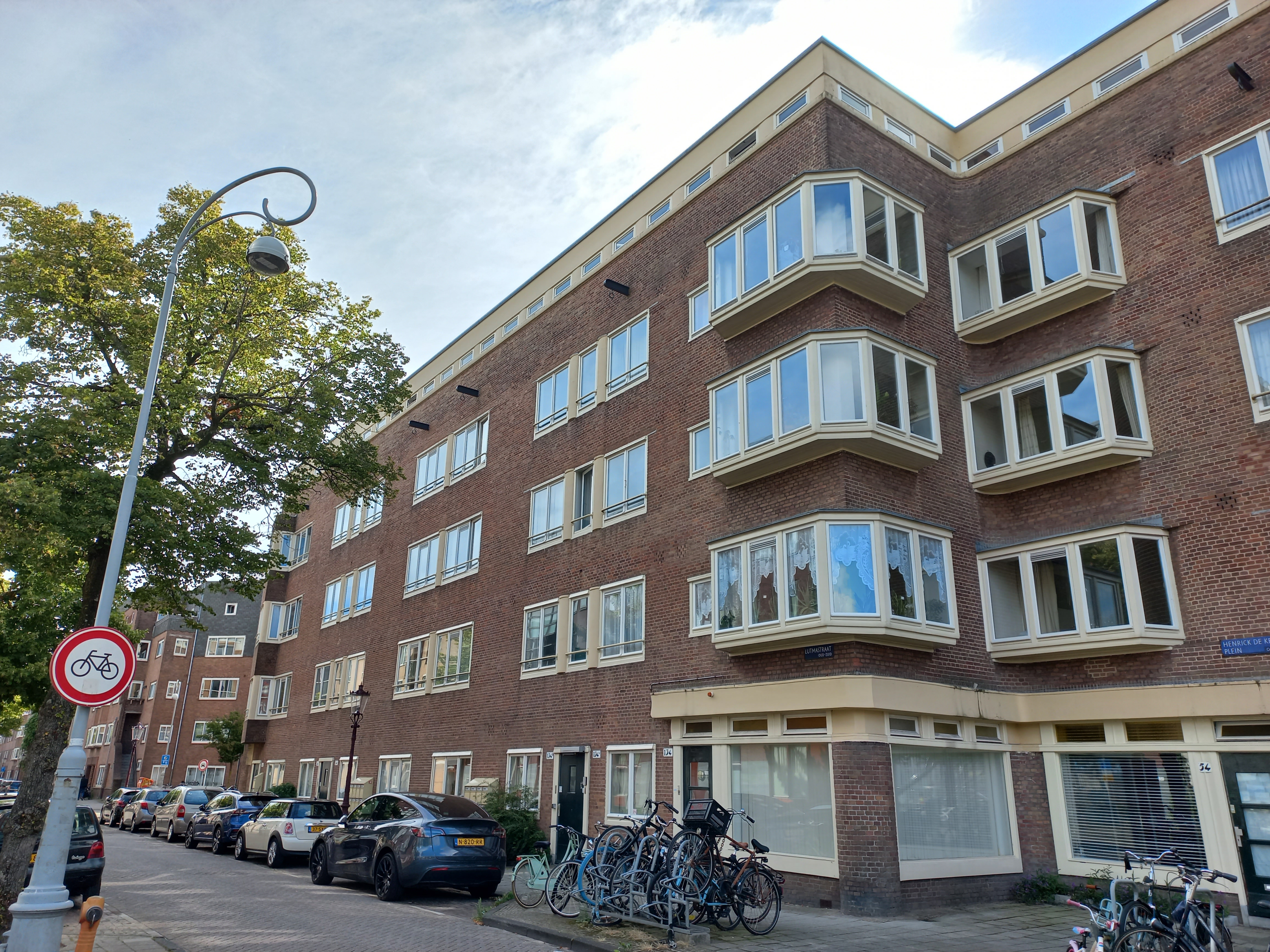
Overgang Henrick de Keijserplein-Lutmastraat (augustus 2024)
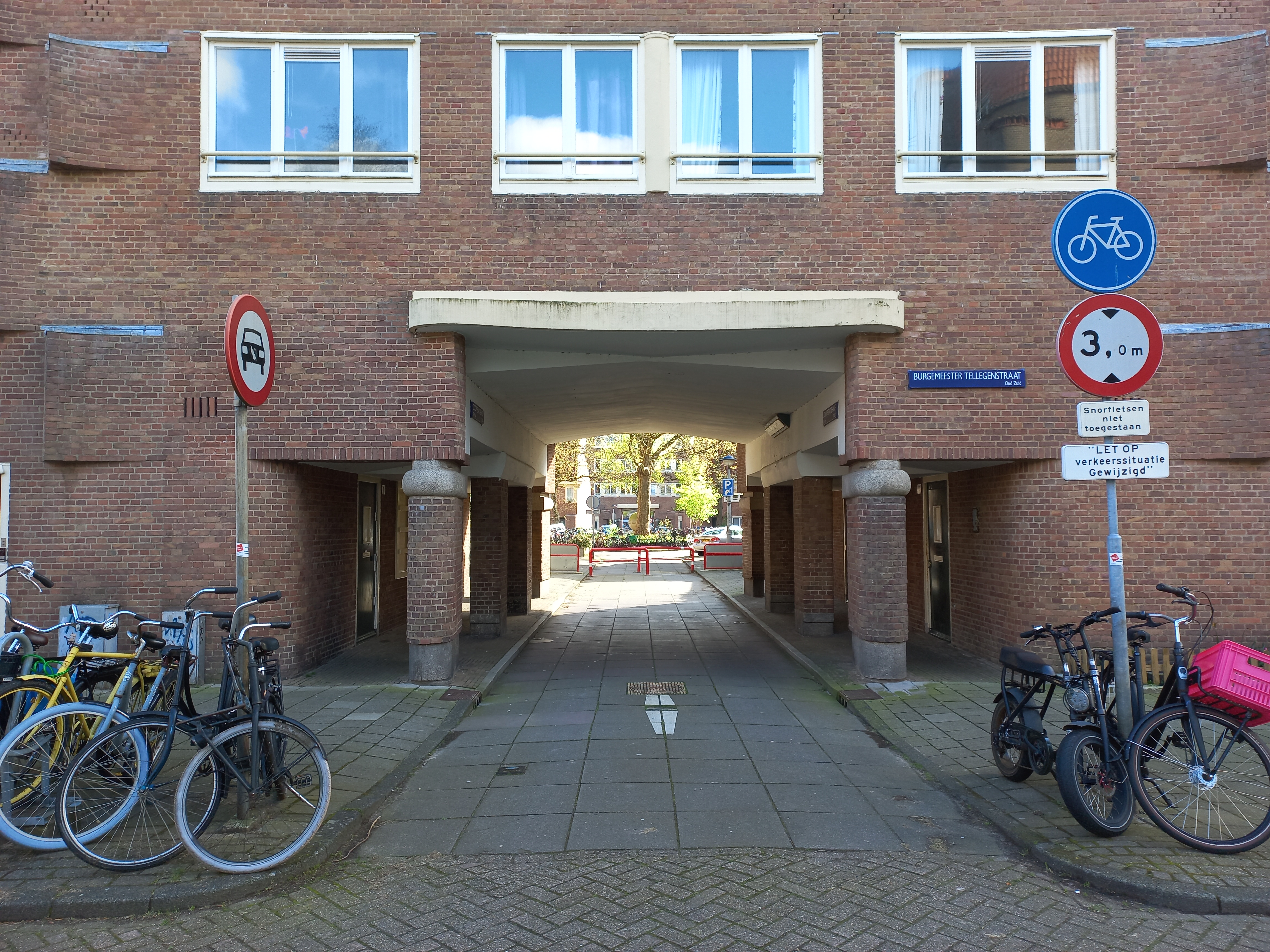
Poort (augustus 2024)
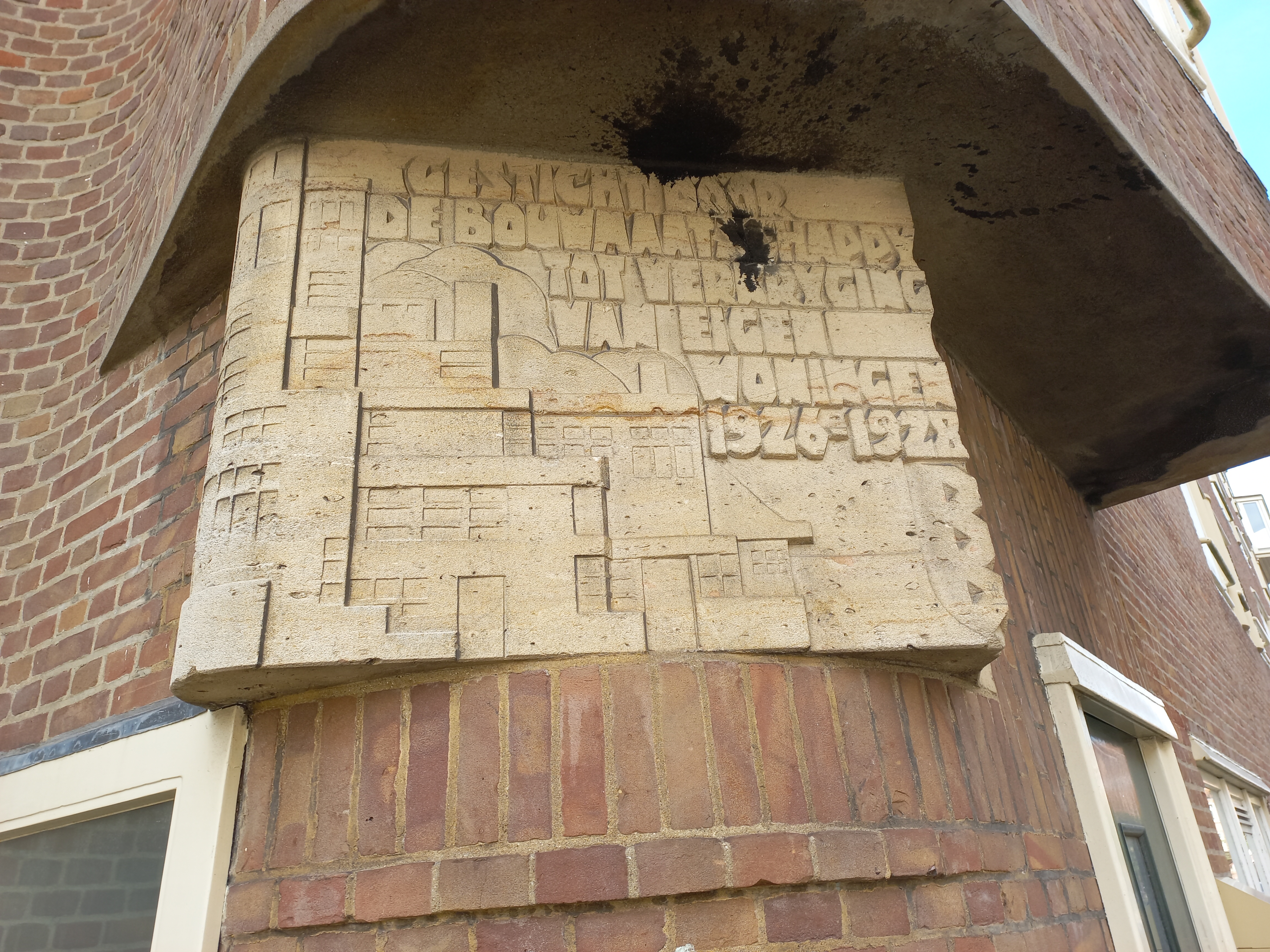
Beeldhouwwerk (augustus 2024)